# Grecja na Letnich Igrzyskach Olimpijskich 1976
Grecję na Letnich Igrzyskach Olimpijskich 1976 w Montrealu reprezentowało 36 zawodników: 34 mężczyzn i 2 kobiety. Był to 18. start reprezentacji Grecji na letnich igrzyskach olimpijskich.
Najmłodszym greckim zawodnikiem na tych igrzyskach był 18-letni pływak, Georgios Karpouzis, natomiast najstarszym 42-letni strzelec, Lambis Manthos. Chorążym reprezentacji podczas ceremonii otwarcia był lekkoatleta Vasilios Papageorgopoulos.

## Zdobyte medale
Greccy zawodnicy podczas tej edycji igrzysk olimpijskich nie zdobyli żadnego medalu.